# 少冷河
少冷河，也作少郎河、响水河，位于中华人民共和国内蒙古自治区赤峰市翁牛特旗境内的一条河流，是西拉木伦河右岸支流，发源于翁牛特旗西南端灯笼河牧场横立山，蜿蜒向东北流经亿合公镇、广德公镇、旗政府驻地乌丹镇，于巴彦呼交嘎查以南转北流，于海拉苏镇乌达塔拉西北汇入西拉木伦河。河流全长204.2千米，流域面积2793.75平方千米，河道平均比降4.2‰，年均径流量0.703亿立方米。少冷河上游两岸为山地草甸，下游为流动性沙丘地貌，沙丘间零星分布有草甸和沼泽地。